# Agdistis paralia
Agdistis paralia là một loài bướm đêm thuộc họ Pterophoridae. Nó được tìm thấy ở Tây Ban Nha, Pháp, [[Italy (Sardinia, Sicilia), Malta, Hy Lạp, Israel, Turkmenistan, Tunisia, Algérie và Maroc. Nó cũng được tìm thấy ở Trung Quốc (Gansu).
Con trưởng thành bay từ tháng 4 đến tháng 9.
Ấu trùng ăn Limonium serotinum và Limonium densissimum.